# Fomitopsis minutispora
Fomitopsis minutispora är en svampart som beskrevs av Rajchenb. 1995. Fomitopsis minutispora ingår i släktet Fomitopsis och familjen Fomitopsidaceae.   Inga underarter finns listade i Catalogue of Life.